# Río Iller
El río Iller (pronunciado Íler) (latín Hilaria, del celta ilara: muy deprisa) es un afluente derecho del Danubio. El río tiene una longitud de 147 km y se origina en la unión de los ríos Breitach, Trettach y Stillach cerca de Oberstdorf (Alemania). Atraviesa los Alpes en la región de Algovia y desemboca en el río Danubio al suroeste de Ulm.
Las ciudades más grandes que encuentra el Iller a su paso son Kempten, Algovia, Memmingen y Ulm.

## Características
El Iller tiene un área de 2152 kilómetros cuadrados y están marcadas con un volumen de escurrimiento de 75 m³/s , se encuentra en el séptimo lugar en la lista de los mayores ríos de Baviera. 

## Energía
Varias pequeñas y grandes empresas de servicios públicos operan numerosas centrales hidroeléctricas en diferentes niveles, del río Iller. Este consta de cinco niveles de congestión: Lechwerke entre Altusried y Lautrach, y las cinco plantas de energía entre EnBW Aitrach y Dettingen, además de varias plantas de energía de Iller AG. 

## Ciudades y pueblos que atraviesa el Iller
- Oberstdorf
- Fischen im Allgäu
- Sonthofen
- Blaichach
- Immenstadt im Allgäu
- Kempten (Allgäu)
- Dietmannsried
- Krugzell
- Reicholzried
- Lautrach
- Aitrach
- Tannheim
- Memmingen
- Buxheim
- Kirchdorf an der Iller
- Dettingen an der Iller
- Kellmünz an der Iller
- Kirchberg an der Iller
- Altenstadt
- Balzheim
- Dietenheim
- Teodone
- Illertissen
- Bellenberg
- Illerrieden Iller
- Rieden
- Vöhringen
- Senden
- Illerkirchberg
- Kirchberg Iller
- Neu-Ulm
- Ulm

## Afluentes del Iller
Los principales afluentes del Iller, en sentido aguas abajo (sur a norte), son los siguientes:
- Margen izquierda:
  - Weiler Ach
  - Gunzesrieder Ach
  - Konstanzer Ach
  - Waltenhofer Bach
  - Rottach b.
  - Aitrach

- Margen derecha:
  - Pequeños arroyos: Geißalpbach, Eybach, Hinanger Bach, Leybach Varios arroyos de las montañas: Geißalpbach, Eybach, Hinanger  Bach, Leybach.
  - Ostrach
  - Rottach
  - Durach
  - Leubas
  - Buxach
  - Memminger Ach

- Datos: Q159467
- Multimedia: Iller / Q159467